# Blastobasis athymopa
Blastobasis athymopa é uma espécie de mariposa do gênero Blastobasis pertencente à família Coleophoridae.